# Energia nucleare nel mondo

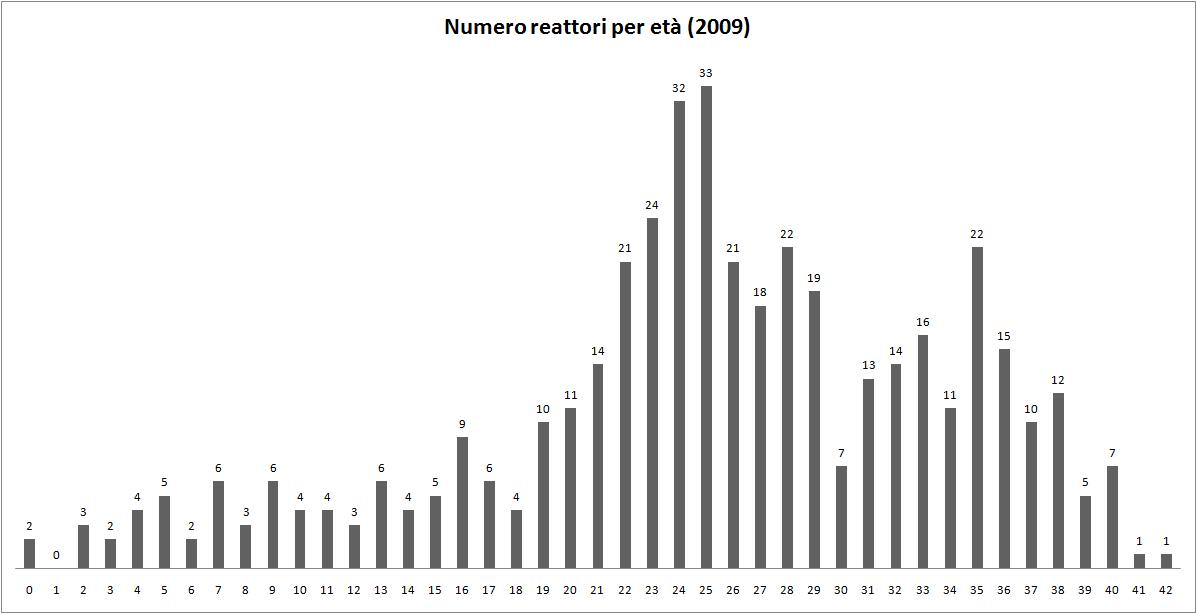
Numero di reattori operativi nel mondo in base ai loro anni di funzionamento.

Nel mondo lo sfruttamento dell'energia nucleare ai fini della generazione elettrica è iniziato negli anni 1950 ed è cresciuto molto rapidamente fino a riguardare gran parte dei Paesi sviluppati. Ha subìto un rallentamento nel corso degli anni 1980 e 1990 e una successiva riaccelerazione a partire dagli inizi del XXI secolo.

## Storia, stato attuale e prospettive per il futuro

### Storia

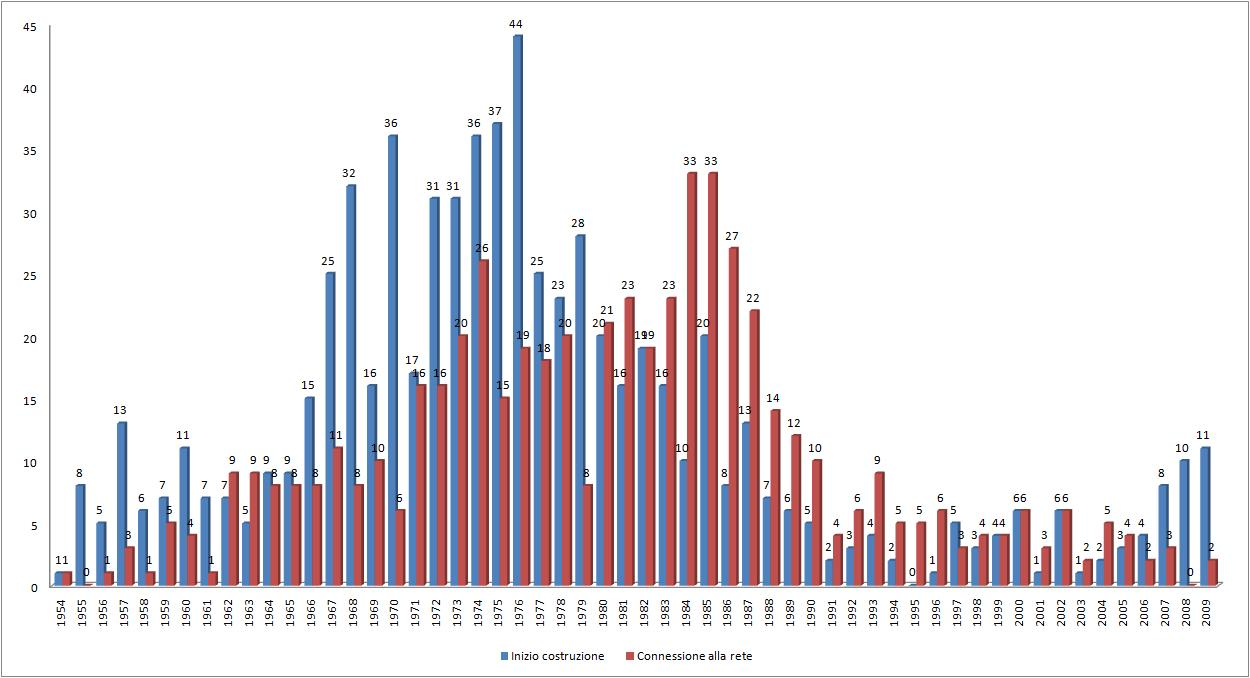
Numero di reattori suddivisi per l'anno di inizio della costruzione (in blu) e per quello di allacciamento alla rete elettrica (in rosso).

#### La "pausa di riflessione" (anni ottanta e novanta)
Tra il 1970 ed il 1990 erano in previsione più di 50 GW di nuova capacità produttiva (con picchi di oltre 150 GW a cavallo del 1980) ma più di due terzi di questi progetti sono stati poi cancellati.
Le ragioni contingenti che hanno portato a queste cancellazioni sono stati sostanzialmente tre:
- l'inaspettata caduta del prezzo dei combustibili fossili nel 1983;
- la liberalizzazione (negli anni ottanta negli Stati Uniti d'America e negli anni novanta in Europa) del mercato dell'energia elettrica, che ha giocato un ruolo importante nell'aumento del rischio finanziario connesso alle iniziative legate alla produzione di energia nucleare;
- gli incidenti di Three Mile Island nel 1979, che non ha provocato vittime direttamente collegate, e di Černobyl' nel 1986, quest'ultimo con un numero complessivo di vittime pari, secondo il rapporto[2] redatto da tre agenzie dell'ONU (IAEA, OMS, UNSCEAR), a «65 morti accertati con sicurezza e altri 4 000 presunti» - che non sarà possibile associare direttamente al disastro - «per tumori e leucemie su un arco di 80 anni».

Due Paesi (l'Austria nel 1978 e le Filippine nel 1984) hanno deciso per motivi diversi tra loro di non mettere in esercizio le due loro uniche centrali elettronucleari appena ultimate.
Alcuni Stati hanno annunciato piani per disattivare la loro intera capacità elettro-nucleare. Segnatamente, il Parlamento svedese nel 1980, dopo un referendum popolare non vincolante, quello olandese nel 1994, quello tedesco nel 2002, quello belga nel 2003 e quello spagnolo nel 2008 votarono a favore dell'abbandono di tale tecnologia (da completarsi rispettivamente nel 2010, 2003, 2022, 2025 e 2028) ma solo l'Italia nel 1990, sulla scia dei referendum del 1987 seguiti al disastro di Černobyl', e la Germania nel 2023 hanno compiuto alla fine una tale scelta politica visto che i casi del Kazakistan nel 1999 e della Lituania nel 2009 sono stati dovuti a cause di forza maggiore (e rispettivamente in virtù della mancanza di risorse finanziarie, dopo la sopraggiunta indipendenza dall'Unione Sovietica, atte a sostituire l'unico reattore presente nel Paese chiuso per raggiunti limiti di età e a seguito degli accordi stipulati per l'ingresso nell'Unione europea) e non hanno riguardato la volontà di costruire nuove centrali appena possibile.
L'interruzione nel 1995 dei lavori per la centrale nucleare cubana di Juragua è avvenuta invece solo a causa di difficoltà finanziarie e non per scelta politica mentre quella nel 2003 per l'impianto nordcoreano di Kumho è stata messa in atto unicamente in virtù delle pressioni internazionali dovute a questioni di carattere militare legate al pericolo di proliferazione).
In Svizzera nel 1990 è stata invece decretata la semplice sospensione della durata di dieci anni alla costruzione di nuove centrali nucleari.

#### Il "rinascimento nucleare" (anni duemila e duemiladieci)
Nell'ambito dell'Europa occidentale la scelta del Parlamento finlandese del 2002 di costruire un quinto reattore nucleare a Olkiluoto (seguita poi da quella dell'aprile 2010 relativa a un ulteriore ampliamento di tale sito e alla costruzione di una nuova centrale a nord del paese per un totale di 4.300 MW di potenza installata aggiuntiva) è stata vista come il primo concreto segnale di un'inversione di tendenza in quanto da più di dieci anni non veniva presa una decisione simile in detta zona geografica.
Questo atto è stato preceduto due anni prima dal referendum con il quale la Svizzera decise di non rinnovare più la moratoria del 1990.
Anche i Paesi Bassi nel 2005 (dopo che nel 2003 vi fu un iniziale rinvio al 2013 del decommissioning) e la Svezia all'inizio del 2009 hanno fatto marcia indietro e hanno definitivamente annullato le deliberazioni sulla propria rinuncia alla produzione elettronucleare (nel caso dei Paesi Bassi proponendo subito dopo anche la realizzazione di un nuovo reattore).
Dal febbraio 2009 è al vaglio una proposta di legge mirante al prossimo avvio dell'impianto filippino.
Alla fine degli anni duemila, Kazakistan e Lituania, dopo la rinuncia forzosa di cui si è parlato sopra, hanno dato il via alla progettazione (il Kazakistan in maniera autonoma, dopo il parere favorevole del 2007, mentre la Lituania insieme agli altri due Stati baltici) di due nuovi reattori a fini di elettro-generazione.
Sempre in tale lasso di tempo, Argentina, Armenia, Bangladesh, Bielorussia, Brasile, Bulgaria, Canada, Cechia, Cile, Cina, Corea del Nord, Corea del Sud, Egitto, Emirati Arabi Uniti, Francia, Giappone, Giordania, Gran Bretagna e Irlanda del Nord, India, Indonesia, Iran, Israele, Kuwait, Malaysia, Marocco, Messico, Nigeria, Pakistan, Polonia, Romania, Russia, Slovacchia, Slovenia, Stati Uniti d'America, Sudafrica, Taiwan, Thailandia, Tunisia, Turchia, Ucraina, Ungheria, Uruguay e Vietnam hanno pianificato o proposto di costruire nuovi reattori o di rimetterne in esercizio altri.
In base a ciò, nel corso del biennio 2008-2010 i paesi che hanno deciso di iniziare a generare energia elettrica da fonte nucleare sono passati da 4 a 10 mentre quelli che stanno considerando di dare avvio a programmi orientati in tal senso sono saliti da 30 a 45 (complessivamente entro il 2030 tra le 10 e le 25 nazioni faranno il loro esordio nella produzione elettro-nucleare tramite fissione).
Anche il Parlamento spagnolo il 16 febbraio 2011 ha annullato la decisione precedente di chiudere tutti i propri reattori.
A seguito dell'impressione suscitata dall'incidente di Fukushima Dai-ichi dell'11 marzo 2011, il "rinascimento nucleare" ha subito alcune battute d'arresto.
Il 31 marzo 2011 in Italia il Governo Berlusconi IV ha abrogato le disposizioni di legge approvate nel biennio 2008-2010 con le quali era stato deliberato di ritornare a edificare impianti atomici sul proprio territorio e sulle quali era pendente un referendum abrogativo tenutosi ugualmente il 12 e il 13 giugno 2011: il 94.05% degli italiani si è espresso contro il ritorno al nucleare (terzo quesito - abrogazione delle nuove norme che consentono la produzione nel territorio nazionale di energia elettrica nucleare). Sono stati quindi annullati sia gli accordi intergovernativi Italia-Francia sul ritorno dell'Italia nel nucleare civile, sia la partnership industriale Enel-EDF.
A metà maggio 2011, il premier giapponese Naoto Kan ha annunciato l'abbandono dei piani per 14 nuovi reattori e l'arresto temporaneo, per verifiche di sicurezza, di tutti i 40 reattori allora in esercizio. Il primo reattore a rientrare in esercizio è stata l'unità 1 della centrale di Sendai nella prefettura meridionali di Kagoshima ad agosto 2015.
A luglio 2011 il Parlamento tedesco, che il 26 novembre 2010 aveva annullato la scelta del 2002 di chiudere gradualmente tutte le proprie centrali nucleari approvando il disegno di legge (entrato in vigore il 1º gennaio 2011) che estendeva l'esercizio dei 17 reattori in funzione nel Paese, è ritornato sui suoi passi e ha deciso il loro definitivo spegnimento entro il 2022.
Di segno contrario la scelta dell'esecutivo del Belgio di fine ottobre 2011 che ha annunciato di aver messo sotto condizione sospensiva l'uscita dall'energia nucleare che era stata invece disposta senza riserve nel 2003. La clausola è che entro il 2025 siano state individuate fonti alternative adeguate a garantire la sicurezza e l'economicità delle forniture elettriche. Il Belgio ha deciso di prolungare di 10 anni la vita utile della centrale nucleare di Tihange1 (con una legge del 13 novembre 2013) e delle centrali nucleari di Doel1 e Doel2 (legge del 18 giugno 2015).
Il 6 dicembre 2011 la camera bassa del Parlamento svizzero ha deciso di fatto, tramite l'approvazione di tre mozioni, l'abbandono graduale dell'elettro-generazione da fonte atomica, chiedendo che non venga autorizzata la costruzione di nuove centrali (compresi i tre nuovi reattori proposti e che erano in attesa di deliberazione finale dopo aver incassato il 13 febbraio 2011 anche il parere favorevole dei cittadini dei due cantoni interessati) e confermando il calendario di chiusura (tra il 2019 e il 2034) di quelle attualmente attive, pur non vietando in alcun modo l'uso nel Paese della tecnologia nucleare e raccomandando anche di non rinunciare alla formazione e alla ricerca in questo campo. In caso di futuro cambiamento d'indirizzo non sarà dunque necessaria una modifica di legislazione ma solo un provvedimento amministrativo (sotto forma di una nuova mozione) per rimanere nel settore. Su questo piano nel 2017 è stato celebrato anche un referendum nazionale.

### Stato attuale
Al 24 dicembre 2023 si contano 437 reattori nucleari, per una potenza complessiva di 391,398 GW, in funzione in 32 nazioni di quattro diversi continenti a cui se ne aggiungono 58, per 60,207 GW di potenza elettrica netta complessiva, in costruzione in 17 nazioni (sempre di quattro diversi continenti): Argentina 1, Bangladesh 2, Brasile 1, Cina 22, Corea del Sud 3, Egitto 3, Emirati Arabi Uniti 1, Francia 1, Giappone 2, Gran Bretagna e Irlanda del Nord 2, India 8, Iran 1, Russia 3, Slovacchia 1, Stati Uniti d'America 1, Turchia 4, Ucraina 2. Tre di esse (Bangladesh, Egitto e Turchia) non dispongono già di una propria produzione elettronucleare.

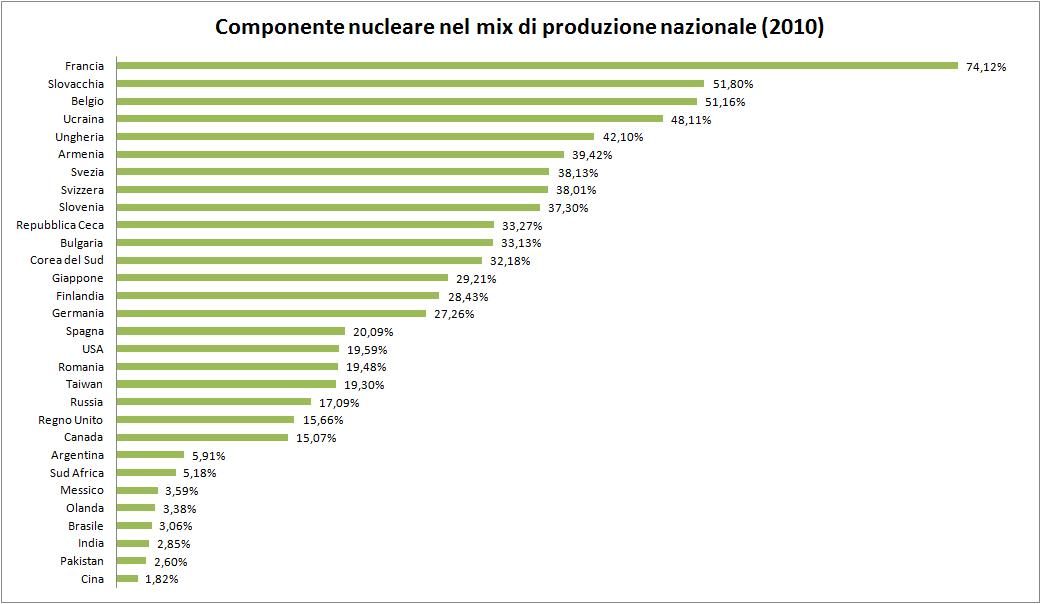
Percentuale della componente nucleare nel mix di produzione elettrica nazionale.

Percentuale della componente nucleare nell'elettro-generazione (maggiormente è scuro il verde, più la nazione in questione utilizza la fonte nucleare nel suo mix di produzione elettrica).

Nel 2008 la produzione mondiale di elettricità da fonte nucleare era pari al 13,5% del totale (il 21,1% nei trenta paesi dell'OCSE e il 24,9% in Europa).
Nell'Unione europea l'energia nucleare si attesta stabilmente come la seconda fonte nell'elettro-generazione, producendo nel 2008 il 27,8% dell'energia elettrica complessiva, poco al di sotto del carbone (937 TWh contro 940 TWh).

### Prospettive per il futuro
Nel 2010 l'AIEA ha previsto due scenari (uno "di minima", in base alla situazione attuale, e uno "di massima", che prevede una ripresa economica e normative più forti sulle emissioni di gas serra) per il futuro dell'energia nucleare nel mondo fino al 2050.
In entrambi i casi aumenterà di molto la potenza nucleare globale: gli attuali 374 GW diventeranno nello scenario minimale 453 GW nel 2020 (in realtà nel 2022 è rimasto molto al di sotto di queste stime, arrivando a 390GW), 546 GW nel 2030 e 590 GW nel 2050 mentre nello scenario massimale le stime sono di 550 GW nel 2020, 803 GW nel 2030 e 1415 GW nel 2050.
Analoghe le previsioni per quanto riguarda la produzione di energia elettrica: dagli attuali 2500 TWh a 3300 TWh nel 2020, 4000 TWh nel 2030 e 4300 TWh nel 2050 nello scenario minimale mentre nell'ipotesi massimale la produzione salirà a 4000 TWh nel 2020, 6000 TWh nel 2030 e 10400 TWh nel 2050 (ossia oltre quattro volte la produzione attuale).
In merito alla percentuale della produzione mondiale annua di elettricità da fonte nucleare rispetto a quella totale, secondo le stime della Nuclear Energy Technology Roadmap, pubblicata dall'Agenzia internazionale dell'energia e dall'Agenzia per l'energia nucleare, considerando uno scenario che prevede un dimezzamento delle emissioni di anidride carbonica entro il 2050, tale quota potrà salire al 24% se entro lo stesso 2050 la capacità nucleare installata nel mondo raggiungerà i 1200 GW.
Questi dati sono stati sostanzialmente confermati dal rapporto "The Outlook for Energy: A View to 2040" pubblicato dalla ExxonMobil a inizio 2012 che ha stimato fino al 2040 nel mondo una crescita media annua della produzione elettro-nucleare pari al 2,2% (più in dettaglio, si passerà dall'1,7% degli anni tra il 2010 e il 2025 al 2,7% di quelli tra il 2025 e il 2040) che farà salire conseguentemente la percentuale dell'energia nucleare nella generazione globale di elettricità dal 15% del 2010 al 20% nel 2040.
In un'ottica più di breve termine, secondo il rapporto "Nuclear Power Industry: A Global Strategic Business Report" redatto a ottobre 2011 dalla Global Industry Analysts, società specializzata nelle ricerche di mercato, nel 2017 la produzione mondiale di elettricità ricavata dalle centrali nucleari aumenterà di quasi il 18% rispetto al 2010, passando da 2630 TWh a 3100 TWh.

## Quadro della situazione nelle singole nazioni
Reattori in funzione, nuovi reattori in costruzione
     Reattori in funzione, nuovi reattori in considerazione
     Nessun reattore in funzione, nuovi reattori in costruzione
     Nessun reattore in funzione, nuovi reattori in considerazione
     Reattori in funzione, situazione stabile
     Reattori in funzione, in considerazione la loro chiusura
     L'energia nucleare non è legale
     Nessun reattore

La situazione delle centrali nucleari nel mondo a oggi:
Reattori in funzione, nuovi reattori in costruzione
Reattori in funzione, nuovi reattori in considerazione
Nessun reattore in funzione, nuovi reattori in costruzione
Nessun reattore in funzione, nuovi reattori in considerazione
Reattori in funzione, situazione stabile
Reattori in funzione, in considerazione la loro chiusura
L'energia nucleare non è legale
Nessun reattore

I dati della tabella successiva provengono dalle seguenti fonti:
- Agenzia internazionale per l'energia atomica (AIEA): agenzia dell'Organizzazione delle Nazioni Unite (ONU) per la promozione dell'utilizzo pacifico dell'energia nucleare;
- Agenzia internazionale dell'energia (AIE): organizzazione internazionale fondata dall'Organizzazione per la Cooperazione e lo Sviluppo Economico (OCSE) per facilitare il coordinamento delle politiche energetiche dei Paesi membri;
- World Nuclear Association (WNA): associazione privata di promozione dell'energia nucleare i cui membri sono le industrie operanti a vario titolo nel settore e, in misura minore, banche, enti di ricerca e università.

Ove non specificato altrimenti, essi sono aggiornati a aprile 2018.
| Africa                |              |                         |                                                 |             |                  |                |                |                                     |        |
| Nazione               | Potenza (MW) | Produzione Totale (TWh) | Percentuale nucleare Sulla produzione nazionale | Funzionanti | In costruzione   | Pianificati    | Proposti       | Spenti (inclusi quelli smantellati) | Note   |
| Egitto                | 0            | 182                     | 0%                                              | 0           | 0                | 2              | 2              | 0                                   |        |
| Sudafrica             | 1 830        | 250                     | 6,6%                                            | 2           | 0                | 0              | 8              | 0                                   |        |
| America               |              |                         |                                                 |             |                  |                |                |                                     |        |
| Nazione               | Potenza (MW) | Produzione Totale (TWh) | Percentuale nucleare Sulla produzione nazionale | Funzionanti | In costruzione   | Pianificati    | Proposti       | Spenti (inclusi quelli smantellati) | Note   |
| Argentina             | 1 627        | 145                     | 5,6%                                            | 3           | 1                | 2              | 2              | 0                                   |        |
| Brasile               | 1 896        | 581                     | 2,9%                                            | 2           | 1                | 0              | 4              | 0                                   |        |
| Canada                | 13 553       | 670                     | 15,6%                                           | 19          | 0                | 2              | 0              | 6                                   |        |
| Cile                  | 0            | 75                      | 0%                                              | 0           | 0                | 0              | 4              | 0                                   |        |
| Cuba                  | 0            | 20                      | 0%                                              | 0           | 0                | 0              | 0              | 0                                   | [ 36 ] |
| Messico               | 1 600        | 311                     | 6,2%                                            | 2           | 0                | 0              | 3              | 0                                   |        |
| Stati Uniti d'America | 99 647       | 4 317                   | 19,7%                                           | 99          | 2                | 14             | 21             | 34                                  |        |
| Asia                  |              |                         |                                                 |             |                  |                |                |                                     |        |
| Nazione               | Potenza (MW) | Produzione Totale (TWh) | Percentuale nucleare Sulla produzione nazionale | Funzionanti | In costruzione   | Pianificati    | Proposti       | Spenti (inclusi quelli smantellati) | Note   |
| Arabia Saudita        | 0            | 338                     | 0%                                              | 0           | 0                | 0              | 16             | 0                                   |        |
| Armenia               | 376          | 8                       | 31,1%                                           | 4           | 0                | 1              | 0              | 1                                   |        |
| Bangladesh            | 0            | 59                      | 0%                                              | 0           | 1                | 1              | 0              | 0                                   |        |
| Cina                  | 34 647       | 5 859                   | 1,8%                                            | 38          | 20               | 39             | 143            | 0                                   | [ 37 ] |
| Corea del Nord        | 0            | 14                      | 0%                                              | 0           | 0                | 0              | 1              | 0                                   | [ 38 ] |
| Corea del Sud         | 22 505       | 552                     | 30,3%                                           | 24          | 4                | 1              | 6              | 1                                   |        |
| Emirati Arabi Uniti   | 0            | 127                     | 0%                                              | 0           | 4                | 0              | 10             | 0                                   |        |
| Filippine             | 0            | 82                      | 0%                                              | 0           | 0                | 0              | 0              | 0                                   | [ 39 ] |
| Giappone              | 39 952       | 1 041                   | 2,2%                                            | 42          | 2                | 9              | 3              | 18                                  |        |
| Giordania             | 0            | 19                      | 0%                                              | 0           | 0                | 2              | 0              | 0                                   |        |
| India                 | 6 219        | 1 383                   | 3,4%                                            | 22          | 6                | 19             | 46             | 0                                   | [ 40 ] |
| Indonesia             | 0            | 233                     | 0%                                              | 0           | 0                | 1              | 4              | 0                                   |        |
| Iran                  | 915          | 280                     | 2,1%                                            | 1           | 0                | 4              | 7              | 0                                   |        |
| Israele               | 0            | 64                      | 0%                                              | 0           | 0                | 0              | 1              | 0                                   |        |
| Kazakistan            | 0            | 106                     | 0%                                              | 0           | 0                | 0              | 3              | 1                                   |        |
| Malaysia              | 0            | 150                     | 0%                                              | 0           | 0                | 0              | 2              | 0                                   |        |
| Pakistan              | 1 355        | 110                     | 4,4%                                            | 5           | 2                | 1              | 0              | 0                                   |        |
| Taiwan                | 4 927        | 258                     | 19%                                             | 6           | 2                | 0              | 1              | 0                                   |        |
| Thailandia            | 0            | 178                     | 0%                                              | 0           | 0                | 0              | 5              | 0                                   |        |
| Turchia               | 0            | 261                     | 0%                                              | 0           | 1                | 3              | 8              | 0                                   |        |
| Vietnam               | 0            | 153                     | 0%                                              | 0           | 0                | 4              | 6              | 0                                   |        |
| Europa                |              |                         |                                                 |             |                  |                |                |                                     |        |
| Nazione               | Potenza (MW) | Produzione Totale (TWh) | Percentuale nucleare Sulla produzione nazionale | Funzionanti | In costruzione   | Pianificati    | Proposti       | Spenti (inclusi quelli smantellati) | Note   |
| Austria               | 0            | 65                      | 0%                                              | 0           | 0                | 0              | 0              | 0                                   |        |
| Belgio                | 5 943        | 71                      | 51,7%                                           | 7           | 0                | 0              | 0              | 1                                   | [ 41 ] |
| Bielorussia           | 0            | 34                      | 0%                                              | 0           | 2                | 0              | 2              | 0                                   |        |
| Bulgaria              | 1 926        | 49                      | 35%                                             | 2           | 0                | 1              | 0              | 4                                   |        |
| Finlandia             | 2 764        | 69                      | 33,7%                                           | 5           | 0                | 1              | 0              | 0                                   |        |
| Francia               | 63 130       | 568                     | 72,3%                                           | 58          | 1                | 0              | 0              | 12                                  |        |
| Germania              | 9 444        | 646                     | 13,1%                                           | 7           | 0                | 0              | 0              | 29                                  | [ 42 ] |
| Italia                | 0            | 282                     | 0%                                              | 0           | 0                | 0              | 0              | 4                                   |        |
| Lituania              | 0            | 5                       | 0%                                              | 0           | 0                | 0              | 2              | 2                                   |        |
| Paesi Bassi           | 485          | 110                     | 3,4%                                            | 1           | 0                | 0              | 0              | 1                                   |        |
| Polonia               | 0            | 164                     | 0%                                              | 0           | 0                | 6              | 0              | 0                                   |        |
| Regno Unito           | 8 883        | 339                     | 20,4%                                           | 15          | 0                | 11             | 2              | 30                                  |        |
| Repubblica Ceca       | 3 904        | 84                      | 29,4%                                           | 6           | 0                | 2              | 1              | 0                                   |        |
| Romania               | 1 310        | 66                      | 17,1%                                           | 2           | 0                | 2              | 0              | 0                                   |        |
| Russia                | 28 961       | 1 067                   | 17,1%                                           | 37          | 5                | 26             | 22             | 6                                   |        |
| Slovacchia            | 1 816        | 27                      | 54,1%                                           | 4           | 2                | 0              | 1              | 1                                   |        |
| Slovenia              | 696          | 15                      | 35,2%                                           | 1           | 0                | 0              | 1              | 0                                   |        |
| Spagna                | 7 121        | 281                     | 21,4%                                           | 7           | 0                | 0              | 0              | 3                                   |        |
| Svezia                | 8 376        | 162                     | 40%                                             | 8           | 0                | 0              | 0              | 5                                   |        |
| Svizzera              | 3 333        | 67                      | 34,3%                                           | 5           | 0                | 0              | 3              | 1                                   | [ 41 ] |
| Ucraina               | 13 168       | 164                     | 52,3%                                           | 15          | 0                | 2              | 11             | 4                                   |        |
| Ungheria              | 1 889        | 30                      | 51,3%                                           | 4           | 0                | 2              | 0              | 0                                   |        |
| Totale mondo          |              |                         |                                                 |             |                  |                |                |                                     |        |
|                       | Potenza (MW) | Produzione Totale (TWh) | Percentuale nucleare Sul consumo mondiale       | Funzionanti | In costruzione   | Pianificati    | Proposti       | Spenti (inclusi quelli smantellati) | Note   |
|                       | 394 137      | 22 385                  | 10,3%                                           | 450         | 66 per 61 640 MW | 157 per 162 GW | 351 per 402 GW | 166 per 66 GW                       | [ 45 ] |